# Gare de Boussay - La Bruffière
La gare de Boussay - La Bruffière est une gare ferroviaire française de la ligne de Clisson à Cholet, située sur le territoire de la commune de Boussay, près de La Bruffière, dans le département de la Loire-Atlantique, en région Pays de la Loire. 
C'est une halte voyageurs de la Société nationale des chemins de fer français (SNCF) desservie par des trains express régionaux du réseau TER Pays de la Loire.

## Situation ferroviaire

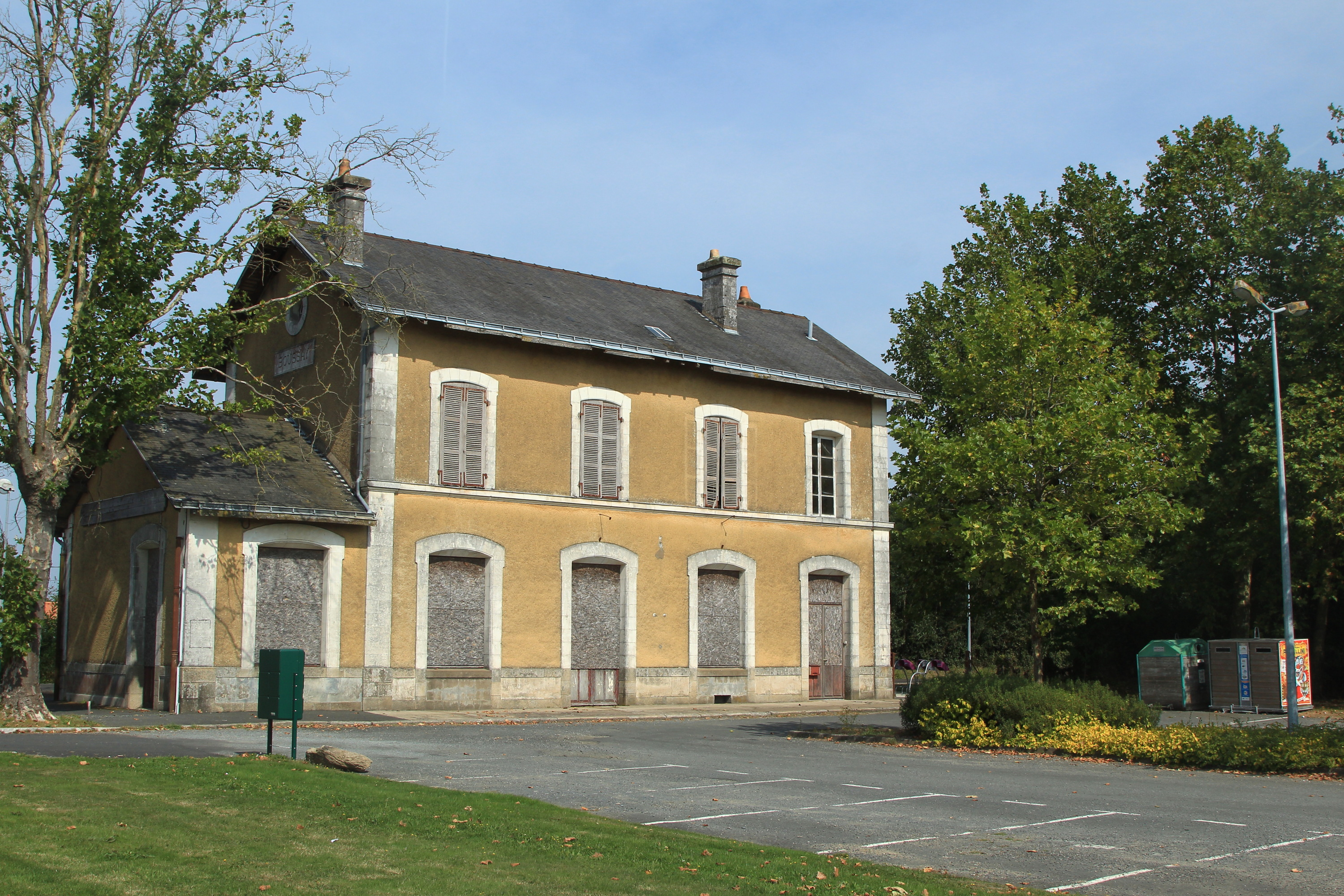
Le bâtiment voyageurs vu côté cour.

Établie à 82 mètres d'altitude, la gare de Boussay - La Bruffière est située au point kilométrique (PK) 9,712 de la ligne de Clisson à Cholet, entre les gares de Cugand et de Torfou - Le Longeron - Tiffauges.

## Service des voyageurs

### Accueil
Halte SNCF, c'est un point d'arrêt non géré (PANG) à entrée libre. En 2015, la région des Pays de la Loire promet que l'abri de quai devrait être remplacé, avec l'aide du programme européen « Citizens rail » de développement des chemins de fer régionaux.

### Desserte
Boussay - La Bruffière est desservie par des trains TER Pays de la Loire de la relation Nantes – Clisson – Cholet.

### Intermodalité
Un parking pour les véhicules y est aménagé.

## Projet
Dans le cadre de la modernisation de l'axe ferroviaire Clisson - Cholet, cette halte va bénéficier d'une rénovation en 2019 et d'une augmentation de service d'ici 2021,,,.